# Hrastovljan
Hrastovljan – wieś w Chorwacji, w żupanii varażdińskiej, w gminie Martijanec. W 2011 roku liczyła 410 mieszkańców.